# Bon Jovi
Bon Jovi er et rockband, der oprindeligt stammer fra New Jersey, USA.
Bon Jovi blev dannet af forsangeren Jon Bon Jovi, guitaristen Richie Sambora, trommeslageren Tico Torres, pianisten David Bryan og bassisten Alec John Such i 1983. Alec John Such gik senere ud af bandet og blev erstattet af bassisten Hugh McDonald, som dog ikke betragtes som et officielt medlem af bandet.
Bon Jovi har solgt over 34 millioner album i USA, og over 120 millioner album i hele verden. Bon Jovis mest solgte album er Slippery When Wet fra 1986 med bl.a. en af bandets nok mest kendte sange, Livin' On a Prayer.

## Dannelsen
Forsangeren Jon Bon Jovi, som på det tidspunkt stadig hed John Francis Bongiovi, begyndte at spille klaver og guitar, da han var 13 med sit første band: Raze. Da han var 16, mødte han David Bryan, og sammen dannede de bandet Atlantic City Expressway, et coverband efter bandet New Jersey Highway. De spillede i klubber i New Jersey, selv om de var mindreårige. Stadig i sine teenageår spillede Jon Bon Jovi i bandet John Bongiovi and the Wild Ones, som bl.a. varmede op for andre bands i området.
I midten af 1982 tog Jon Bon Jovi et ekstra job ved Power Station Studios, hvor hans fætter Tony Bongiovi var medejer. Udover det job arbejdede han på deltid i en skobutik og gik i skole. Han lavede adskillige demoer, som han sendte til flere forskellige pladeselskaber, men ingen var interesserede.
I 1983 besøgte han den lokale radiostation WAPP 105.5FM "The Apple" i Lake Success New York. Der talte han med DJ'en, Chip Hobart, som foreslog, at Jon lod radiostationen sætte sangen Runaway på et album med lokale talenter. Han var først modvillig, men gav dem til sidst sangen, som var blevet indspillet med rigtige studie musikere. Musikerne som hjalp med at indspille Runaway (skrevet i 1980) var kendt som The All Star Review. De bestod af: Guitaristerne Dave Sabo og Tim Pierce, keyboardspiller Roy Bittan, trommeslager Frankie LaRocka og bassist Hugh McDonald.

Sangen begyndte at blive spillet i radioerne i New York-området, og så tog andre søster stationer den også op. I marts 1983 ringede Jon Bon Jovi til David Bryan, som fik fat i bassisten Alec John Such og en erfaren trommeslager ved navn Tico Torres. 
Det var meningen at Jon Bon Jovis nabo, Dave Sabo (alias The Snake), skulle have spillet guitar. Han dannede senere gruppen Skid Row.
Richie Sambora blev så bandets guitarist.
Før han blev en del af bandet, havde Sambora turneret med Joe Cocker, spillet med en gruppe kaldet Mercy og var blevet kaldt til audition for Kiss. Han spillede også guitar på et album kaldet Lessons med bandet Message. Albummet blev udgivet af pladeselskabet Long Island Records i 1995. Det var oprindeligt meningen, at Message skulle udgive deres cd'er fra Led Zeppelins Swan Song Record Label, men der blev albummet aldrig udgivet.
Trommeslageren Tico Torres var også en erfaren musiker, han havde bl.a. indspillet og spillet live med Phantom's Opera, The Marvelettes, og Chuck Berry. Han var med på 26 albums og havde for nylig indspillet med Franke and the Knockouts, et band fra New Jersey, som havde hits i løbet af 80'erne.
David Bryan havde forladt bandet, som han og Jon Bon Jovi havde grundlagt, for at studere medicin. I college fandt han ud af, at han hellere ville spille musik fuldtid, og blev så optaget på Juilliard School, en musikskole i New York. Da Jon Bon Jovi fortalte David, at han var ved at danne et band, og de så ud til at kunne få en pladekontrakt, valgte David at droppe sine studier og slutte sig til ham.
Medlemmerne i Bon Jovi, som de så ud i mere end 10 år:
- Jon Bon Jovi (Forsanger og guitar)
- Richie Sambora (Guitar og baggrundsvokal)
- Phil X (Guitar)
- David Bryan (Keyboard og baggrundsvokal)
- Tico Torres (Trommer)
- Alec John Such (Bass og baggrundsvokal)
- Hugh Macdonald (bas)

## Diskografi
- Bon Jovi (1984)
- 7800° Fahrenheit (1985)
- Slippery When Wet (1986)
- New Jersey (1988)
- Keep the Faith (1992)
- Cross Roads: The Best Of Bon Jovi (1994)
- These Days (1995)
- Crush (2000)
- One Wild Night Live 1985-2001 (2001)
- Bounce (2002)
- This Left Feels Right (2003)
- 100,000,000 Bon Jovi Fans Can't Be Wrong (2004)
- Have a Nice Day (2005)
- Lost Highway (2007)
- The Circle (2009)
- What About Now (2013)
- Burning Bridges (2015)
- This House Is Not for Sale (2016)
- 2020 (2020)
- Forever (2024)